# Verkiezingen voor het Europees Parlement 2014 in België
Op 25 mei 2014 vonden er Europese Parlementsverkiezingen plaats. In België worden 21 leden gekozen: 12 Nederlandstalige leden, 8 Franstalige leden en 1 Duitstalig lid. Dat is één (Nederlandstalige) zetel minder dan bij de vorige verkiezingen.
In België is er kiesplicht, dat wil zeggen dat iedereen vanaf 18 verplicht is om te gaan stemmen. In de praktijk wil dit zeggen dat iedereen zich dient te melden in het aangewezen kiesbureau, er is dus opkomstplicht. Nadien is de kiezer verplicht zich in het stemhokje te begeven en hier zijn stem uit te brengen. De kiezer kan desnoods blanco of ongeldig stemmen.
Voor het Nederlandse kiescollege dienden zeven partijen een lijst in; voor het Franse kiescollege waren dat twaalf lijsten; voor het Duitse kiescollege waren dat er zes.
Bijzonder aan de Europese verkiezingen is dat ze de enige verkiezingen in België voor een parlement zijn die de kiesdrempel van vijf procent niet kennen. Het is evenwel mathematisch onmogelijk om, gegeven het aantal partijen dat in 2014 deelneemt aan de Europese verkiezingen, met een lijst een zetel te behalen met minder dan vijf procent van de stemmen.

## Kandidaten
De lijsttrekkers zijn:
Nederlands kiescollege:
- CD&V: Marianne Thyssen[2] (Europees Parlementslid sinds 1991)
- Groen: Bart Staes[3] (Europees Parlementslid sinds 1999)
- N-VA: Johan Van Overtveldt[4]
- Open Vld: Guy Verhofstadt[5] (Europees Parlementslid sinds 2009; ALDE-fractieleider)
- sp.a: Kathleen Van Brempt[6] (Europees Parlementslid sinds 2009 en 2000-2003)
- Vlaams Belang: Gerolf Annemans[7]
- PVDA+: Tim Joye[8]

Frans kiescollege:
- cdH: Claude Rolin
- Ecolo: Philippe Lamberts
- Debout les Belges: Abdesselam Laghmich
- MG: Eulalia Damaso
- MR: Louis Michel
- Parti Populaire: Luc Trullemans
- PS: Marie Arena
- VEGA: Vincent Decroly
- LA DROITE: Anaïs Mungo
- Stand up U.S.E.: Sophie Heine
- FDF: Cristina Coteanu
- PTB-go!: Aurélie Decoene

Duits kiescollege:
- CSP: Pascal Arimont
- Vivant: Andreas Meyer
- PFF: Axel Kittel
- ProDG: Lydia Klinkenberg
- Ecolo: Erwin Schöpges
- SP: Antonios Antoniadis

## Uitslag

##### Uitslag per taalgemeenschap
| Uitslagen in België | Uitslagen in België | Uitslagen in België | Uitslagen in België  | 2014   | 2014      | 2014  | 2009   | 2009 | verschil |
| Partij              | Partij              | Partij              | Europese fractie     | Zetels | stemmen   | %     | Zetels | %    | Zetels   |
| ------------------- | ------------------- | ------------------- | -------------------- | ------ | --------- | ----- | ------ | ---- | -------- |
| Nederlandstalig     |                     |                     |                      |        |           |       |        |      |          |
|                     | N-VA                | lijst               | ECH                  | 4      | 1.123.363 | 26,67 | 1      | 9,9  | +3       |
|                     | Open Vld            | lijst               | ALDE                 | 3      | 859.254   | 20,40 | 3      | 20,6 | =        |
|                     | CD&V                | lijst               | EVP                  | 2      | 840.814   | 19,96 | 3      | 23,3 | -1       |
|                     | sp.a                | lijst               | S&D                  | 1      | 555.354   | 13,18 | 2      | 13,2 | -1       |
|                     | Groen               | lijst               | Groenen/VEA          | 1      | 447.449   | 10,62 | 1      | 7,9  | =        |
|                     | VB                  | lijst               | niet-fractiegebonden | 1      | 284.891   | 6,76  | 2      | 15,9 | -1       |
|                     | PVDA+               | lijst               |                      | 0      | 101.246   | 2,40  | 0      | 1,0  | =        |
| Franstalig          |                     |                     |                      |        |           |       |        |      |          |
|                     | PS                  | lijst               | S&D                  | 3      | 714.784   | 29,28 | 3      | 29,1 | =        |
|                     | MR                  | lijst               | ALDE                 | 3      | 661.408   | 27,10 | 2      | 26,1 | +1       |
|                     | Ecolo               | lijst               | Groenen/VEA          | 1      | 285.263   | 11,69 | 2      | 22,9 | -1       |
|                     | cdH                 | lijst               | EVP                  | 1      | 277.315   | 11,36 | 1      | 13,3 | =        |
|                     | Parti Populaire     | lijst               |                      | 0      | 145.978   | 5,98  | -      | -    | -        |
|                     | PTB-GO!             | lijst               |                      | 0      | 133.846   | 5,48  | 0      | 1,2  | =        |
|                     | FDF                 | lijst               |                      | 0      | 82.734    | 3,39  | -      | -    | -        |
|                     | Debout les Belges   | lijst               |                      | 0      | 72.753    | 2,98  | -      | -    | -        |
|                     | LA DROITE           | lijst               |                      | 0      | 38.861    | 1,59  | -      | -    | -        |
|                     | VEGA                | lijst               |                      | 0      | 15.246    | 0,62  | -      | -    | -        |
|                     | Stand up U.S.E.     | lijst               |                      | 0      | 7.995     | 0,33  | -      | -    | -        |
|                     | MG                  | lijst               |                      | 0      | 4.751     | 0,19  | -      | -    | -        |
| Duitstalig          |                     |                     |                      |        |           |       |        |      |          |
|                     | CSP                 | lijst               | EVP                  | 1      | 11.739    | 30,36 | 1      | 32,3 | =        |
|                     | Ecolo               | lijst               |                      | 0      | 6.440     | 16,66 | 0      | 15,6 | =        |
|                     | PFF                 | lijst               |                      | 0      | 6.204     | 16,05 | 0      | 20,4 | =        |
|                     | SP                  | lijst               |                      | 0      | 5.841     | 15,11 | 0      | 14,6 | =        |
|                     | ProDG               | lijst               |                      | 0      | 5.113     | 13,22 | 0      | 10,1 | =        |
|                     | Vivant              | lijst               |                      | 0      | 3.328     | 8,61  | 0      | 6,2  | =        |

##### Uitslag per Europese fractie

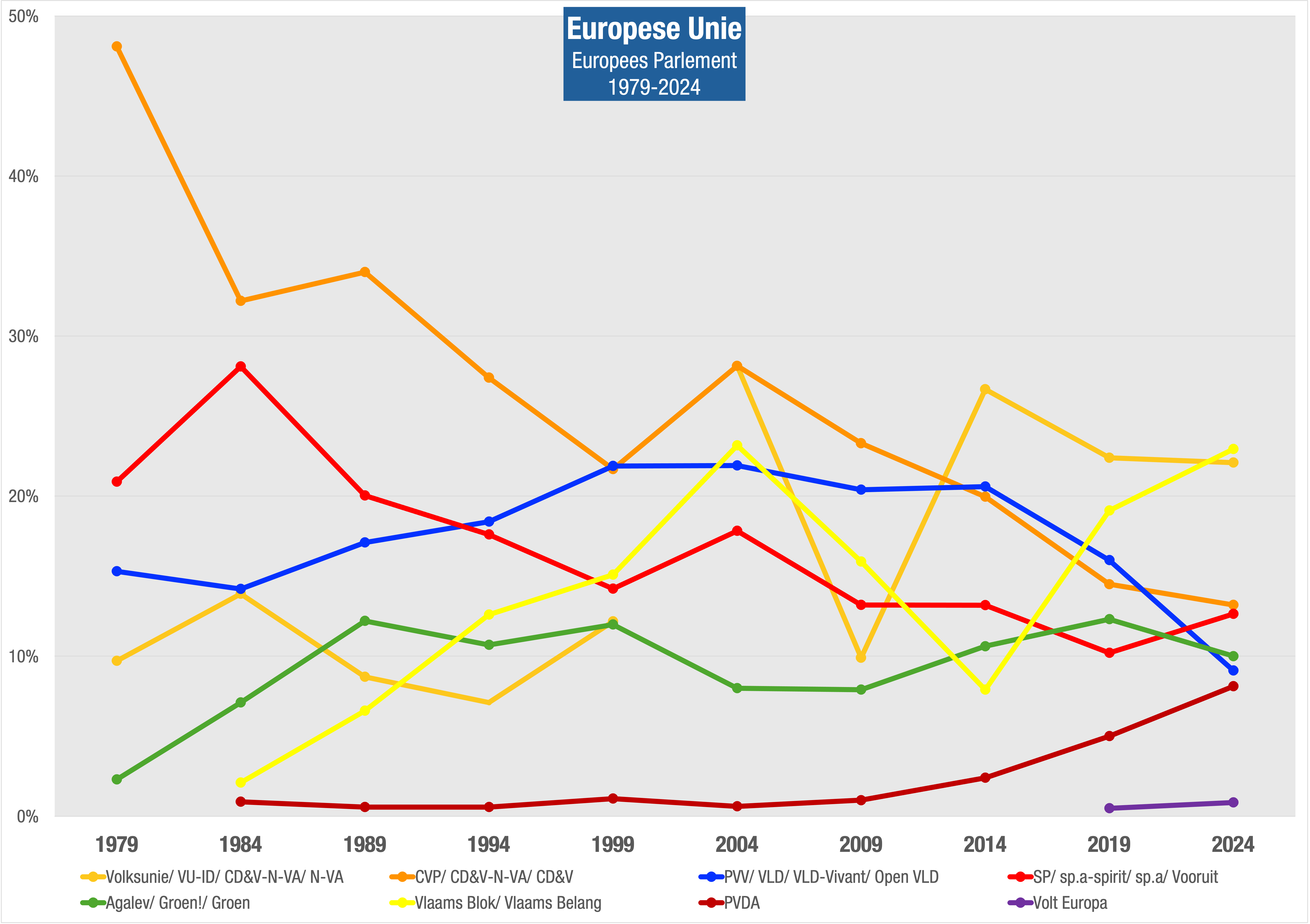
Grafiek van de Vlaamse partijen en hun behaalde resultaten voor het Europees Parlement van 1979 tot en met 2024, uitgedrukt in procenten.

| Stemmen | Stemmen | Stemmen | Stemmen | Stemmen |
| ------- | ------- | ------- | ------- | ------- |
|         |         |         |         |         |
| ALDE    | ALDE    |         | 23,33%  | 23,33%  |
| S&D     | S&D     |         | 19,49%  | 19,49%  |
| EVP     | EVP     |         | 17,26%  | 17,26%  |
| ECH     | ECH     |         | 17,16%  | 17,16%  |
| Groenen | Groenen |         | 11,29%  | 11,29%  |
| VB      | VB      |         | 4,35%   | 4,35%   |
| GUE/NGL | GUE/NGL |         | 3,59%   | 3,59%   |
| Overige | Overige |         | 3,53%   | 3,53%   |

| Uitslagen in België | Uitslagen in België | Uitslagen in België | Stemmen   | Stemmen | Stemmen | Stemmen   | %     | Zetels | Zetels | Zetels | Zetels |
| Europese fractie    | Europese fractie    | Partijen            | NL        | FR      | DE      | Totaal    |       | NL     | FR     | DE     | Totaal |
| ------------------- | ------------------- | ------------------- | --------- | ------- | ------- | --------- | ----- | ------ | ------ | ------ | ------ |
| per fractie         |                     |                     |           |         |         |           |       |        |        |        |        |
|                     | ALDE                | VLD / MR / PFF      | 859.254   | 661.408 | 6.204   | 1.526.866 | 23,33 | 3      | 3      | 0      | 6      |
|                     | S&D                 | sp.a / PS / SP      | 555.354   | 714.784 | 5.841   | 1.275.979 | 19,49 | 1      | 3      | 0      | 4      |
|                     | EVP                 | CD&V / cdh / CSP    | 840.814   | 277.315 | 11.739  | 1.129.868 | 17,26 | 2      | 1      | 1      | 4      |
|                     | ECH                 | N-VA                | 1.123.363 | 0       | 0       | 1.123.363 | 17,16 | 4      | 0      | 0      | 4      |
|                     | Groenen             | Groen / Ecolo       | 447.449   | 285.263 | 6.440   | 739.152.  | 11,29 | 1      | 1      | 0      | 2      |
|                     | VB                  | VB                  | 284.891   |         |         | 284.891   | 4,35  | 1      | 0      | 0      | 1      |
|                     | GUE/NGL             | PvdA/PTB            | 101.246   | 133.846 |         | 235.092   | 3,59  | 0      | 0      | 0      | 0      |
|                     | Overige             |                     |           | 222.340 | 8.441   | 230.781   | 3,53  | 0      | 0      | 0      | 0      |

## Verkozenen
| - Guy Verhofstadt (Open Vld, 531.030) - Marianne Thyssen (CD&V, 340.026) - Louis Michel (MR, 264.550) - Johan Van Overtveldt (N-VA, 247.444) - Marie Arena (PS, 186.103) - Kathleen Van Brempt (sp.a, 163.760) - Ivo Belet (CD&V, 146.885) | - Frédérique Ries (MR, 146.076) - Bart Staes (Groen, 133.183) - Mark Demesmaeker (N-VA, 124.676) - Helga Stevens (N-VA, 95.833) - Gerolf Annemans (Vl.Belang, 90.056) - Karel De Gucht (Open Vld, 88.779) - Marc Tarabella (PS, 85.828) | - Annemie Neyts (Open Vld, 79.494) - Claude Rolin (cdH, 75.521) - Philippe Lamberts (Ecolo, 59.674) - Louis Ide (N-VA, 58.341) - Gérard Deprez (MR, 55.270) - Hugues Bayet (PS, 45.722) - Pascal Arimont (CSP, 6.112) |

Karel De Gucht is bij zijn verkiezing nog uittredend Europees Commissaris en beslist ook na afloop van dat mandaat zijn mandaat als Europees Parlementslid niet op te nemen. De zetel ging bij de start van de legislatuur naar Philippe De Backer.

## Vervangingen gedurende de legislatuur
- Johan Van Overtveldt werd op 14 oktober 2014 vervangen door Sander Loones.
- Sander Loones werd op 22 november 2018 vervangen door Ralph Packet
- Marianne Thyssen werd op 6 november 2014 vervangen door Tom Vandenkendelaere.
- Annemie Neyts werd op 31 december 2014 vervangen door Hilde Vautmans.
- Louis Ide werd op 8 januari 2015 vervangen door Anneleen Van Bossuyt.
- Philippe De Backer werd op 4 mei 2016 vervangen door Lieve Wierinck.